# Alister McGrath
Alister McGrath (Belfast, Irlanda del Norte, 1953), biofísico y teólogo, es profesor de Teología histórica en la Universidad de Oxford y sacerdote anglicano ordenado en la Iglesia de Inglaterra. Estudió en las Universidades de Oxford —donde obtuvo tres doctorados, en Biofísica molecular, en Teología, y en Letras— y Cambridge, y sirvió en una parroquia en Nottingham antes de unirse al personal de Wycliffe Hall. Es uno de los más leídos e influyentes escritores cristianos en el mundo, y viaja extensamente para hablar en conferencias y misiones. 
Su reciente trilogía A Scientific Theology (Eerdmans, 2001-3) ha sido aclamada como una de las más importantes obras de teología sistemática de los últimos años. McGrath tiene un interés especial por el ateísmo, sobre todo desde la publicación de su libro Dawkins' God: Genes, Memes and the Meaning of Life. Enseña en los ámbitos de la teología sistemática, la ciencia y la religión, la espiritualidad y la apologética. Fue elegido miembro de la Royal Society of Arts en 2005. En 2009 pronunció las Gifford Lectures en la Universidad de Aberdeen.

## Obras
- McGrath, Alister E. (2013). C. S. Lewis: A Life: Eccentric Genius, Reluctant Prophet. Hachette UK. ISBN 9781444745535.
- McGrath, Alister E. (2013). Dawkins' God: Genes, Memes, and the Meaning of Life. John Wiley & Sons. ISBN 9781118724910.
- McGrath, Alister E.; McGrath, Joanna Collicutt (2011). The Dawkins Delusion? Atheist Fundamentalism and the Denial of the Divine. InterVarsity Press. ISBN 978-0-8308-6873-5. Archivado desde el original el 4 de marzo de 2016. Consultado el 28 de agosto de 2013.
- McGrath, Alister E. (2007). A Scientific Theology: Nature. Continuum. ISBN 9780567031228.[2]
- McGrath, Alister E. (2007). A Scientific Theology: Reality. Continuum. ISBN 9780567031235.[3]
- McGrath, Alister E. (2007). A Scientific Theology: Theory. Continuum. ISBN 9780567031242.[4]
- McGrath, Alister E. (2011). Darwinism and the Divine: Evolutionary Thought and Natural Theology. John Wiley & Sons. ISBN 9781444392517.[5]
- McGrath, Alister E. (2010). Surprised by Meaning: Science, Faith, and how We Make Sense of Things. Westminster John Knox Press. ISBN 9781611640922.
- McGrath, Alister E. (2013). Science and Religion: A New Introduction. John Wiley & Sons. ISBN 9781118697283.
- McGrath, Alister E. (2012). Historical Theology: An Introduction to the History of Christian Thought (en inglés) (2ª edición). John Wiley & Sons. ISBN 9780470672860.[6]
- McGrath, Alister E. (1998). Iustitia Dei: A History of the Christian Doctrine of Justification (en inglés). Cambridge University Press. ISBN 9780521624817.[7]

Ediciones en español
- McGrath, Alister E.;  McGrath, Joanna (2012). La autoestima y la cruz. Publicaciones Andamio. ISBN 978-84-15189-61-9.
- Green, Michael;  McGrath, Alister E. (2012). ¿Cómo llegar a ellos?. Clie. ISBN 978-84-8267-760-6.
- McGrath, Alister E. (2014). C. S. Lewis: su biografía. Ediciones Rialp. ISBN 978-84-321-4393-9. (enlace roto disponible en Internet Archive; véase el historial, la primera versión y la última).
- McGrath, Alister (2016). La ciencia desde la fe: Los conocimientos científicos no cuestionan la existencia de Dios. Grupo Planeta Spain. ISBN 9788467046922.